# Frederik Speltinckx
Frederik Speltinckx is een personage uit de Vlaamse politieserie Zone Stad dat werd gespeeld door Warre Borgmans.

## Seizoen 3
Aan het begin van het seizoen wordt de nieuwe korpschef aangesteld, Frederik Speltinckx. Hoofdcommissaris Treunen maakt al meteen een slechte indruk op hem, door te laat te komen op zijn benoeming. Speltinckx is van mening dat stiptheid een van de belangrijkste onderdelen is van een goed team, en laat dan ook op een dreigende toon weten dat hij bij het minste foutje streng zal optreden.
Wanneer het team zich vastbijt in een zaak over manhunting, ondervragen ze onder andere advocaat Poortmans. Hierbij botsen ze op de korpschef, die erop aandringt Poortmans met rust te laten. Ze vertrouwen het zaakje niet en gaan achter Speltinckx' rug toch met de zaak verder. In de seizoensfinale bestormt het team een chalet, waar ze naast het lijk van Poortmans, ook een gewapende korpschef Speltinckx en diens vrouw aantreffen. Niet Speltinckx, maar wel zijn vrouw blijkt uiteindelijk de dader te zijn.

## Seizoen 4
Speltinckx heeft de gebeurtenissen van de vorige reeks nog steeds niet verteerd, en zint dan ook op wraak. Slachtoffer is hoofdcommissaris An Treunen, die op zijn bevel met onmiddellijke ingang wordt overgeplaatst.
Wanneer agent Mike Van Peel cruciale bewijsstukken in een zaak blijkt te hebben achtergehouden, besluit Speltinckx hem met onmiddellijke ingang te schorsen. Hierbij botst Speltinckx echter op het voltallige team, dat een petitie begint tegen Mikes schorsing. Uiteindelijk kan hij dan ook niet anders dan zich voor één keer gewonnen te geven.
Een beslissing van Dani heeft onrechtstreeks voor de dood van planton Ivo Celis gezorgd. Speltinckx ziet hierbij de kans om zich te wreken op Dani, die tegen zijn zin commissaris van het team is geworden. Wanneer hij haar een zware sanctie wil opleggen, schuift Dani's ex-partner Tom plots een enveloppe met expliciete foto's onder Speltinckx' neus. Hij druipt woedend af.
Wanneer Dani bij een actie gewond raakt kiest Speltinckx ervoor om Wim Jacobs als haar vervanger aan te duiden. Ondertussen broedt Speltinckx op een plan om Dani definitief weg te krijgen als commissaris van zone stad, hij wil Wim haar plaats voorgoed laten innemen. Zijn plan valt in het water wanneer hij botst op het voltallige team, die dreigt het werk neer te leggen wanneer hij Dani overplaatst. Hij kan niet anders dan Dani terug commissaris van zone stad te laten worden.